# 爆冷
爆冷或稱爆冷門，是體育術語，是形容賽前被看淡的球隊或選手製造了出乎意料的戰果，亦被稱為灰姑娘或灰姑娘的故事。爆冷賽果時常被媒體炒熱及受到球迷注視。此外，爆冷的球隊有時亦會被稱作巨人殺手，源於大衛與歌利亞的聖經故事。
此外，爆冷亦可以用在其他範疇，例如在一次選舉或頒獎禮上，在選前被看淡的一方贏得勝利，亦稱為爆冷。